# Golovo
Golovo (Servisch cyrillisch Голово) is een plaats in de Servische gemeente Čajetina. De plaats telt 212 inwoners (2002).